# Розумовська Софія Степанівна
Розумовська Софія Степанівна, до шлюбу Ушакова (11 (22) вересня 1746, — 26 вересня (8 жовтня) 1803, Санкт-Петербург), фрейліна, метреса імператора Павла I, від якого мала сина Семена, дружина графа Петра Кириловича Розумовського.

## Біографія

### Походження
Софія Степанівна була дочкою письменника Степана Федоровича Ушакова, новгородського, а пізніше петербурзького губернатора і сенатора, та його дружини Анни Семенівни (дошлюбне прізвище невідоме). Анна Семенівна у світському товаристві мала скандальну репутацію. У першому шлюбі вона була з Іваном Петровичем Бутурліним, а коли в неї закохався Ушаков, пішла від чоловіка та одружилася з коханцем, за словами тодішніх засобів масової інформації, «публічно здійснивши любодійний та противний церкві шлюб».

### Метреса
У першому шлюбі Софія Степанівна була з генерал-майором Михайлом Петровичем Чарторижським, флігель-ад'ютантом Петра III (не княжого роду), рано овдовіла, від хворого на сухоти чоловіка дітей не мала.
При дворі Софія була відома своїм франтівством, любов'ю до світських розваг та мала репутацію «маленької метреси».
Перед весіллям спадкоємця престолу Павла Петровича, коли у Катерини II з'явились сумніви, «чи зміцнить шлюб Цесаревича, унаслідок слабкості його здоров'я, порядок престолонаслідування в державі, на Софію Степанівну покладено доручення випробувати силу своїх принад над серцем Великого Князя». У 1772 році народила сина Семена, якого імператриця взяла до себе на виховання

### Другий шлюб
Невдовзі після народження сина Софія уклала другий шлюб із графом Петром Кириловичем Розумовським, обер-камергером, другим сином гетьмана Кирила Розумовського. Французький дипломат Марі де Корберон у травні 1776 року записав у щоденнику:

Мені повідомили, що граф Петро Розумовський збирається одружитися з молодою вдовою, яка була чи продовжує бути коханкою великого князя, який зустрічався з нею у Паніна. Батько його, фельдмаршал, дуже опирається цьому весіллю, а великий князь уже зробив весільний подарунок на 3000 рублів.
Оригінальний текст (рос.)
Мне сообщили, что граф Петр Разумовский собирается жениться на молодой вдове, которая была или продолжает быть любовницей великого князя, встречавшегося с нею у Панина. Отец его, фельдмаршал, очень противится этой женитьбе, а великий князь сделал уже свадебный подарок в 3000 рублей.

Софія Степанівна була на п'ять років старшою за чоловіка, і граф Кирило Григорович Розумовський був дуже незадоволений цим шлюбом, сильно недолюблював свою невістку, яку називав «картуазною бабою», та докоряв їй марнотратством. У цьому, щоправда, вона повністю підходила чоловіку, a своєю нерішучістю та мінливим характером була дуже на нього подібною; тому, ймовірно, подружжя ніжно любило одне одного та жили дуже дружно.
Шлюб Софії Степанівни та Петра Кириловича був бездітним; дуже слабке здоров'я та невиліковна, на думку старого гетьмана, хвороба графині (солітер) вимагали постійного лікування, і графиня жила з чоловіком майже безперервно за кордоном: в Італії, Швейцарії, Голландії, а також у Парижі та на півдні Франції, в Монпельє, модному на той час курорті. Таке, за висловом гетьмана, «циганське життя» спричинювало велетенські витрати та постійні прохання до батька та свекра про грошову допомогу.
Після сходження Павла I на престол графа Петра Кириловича призначено в Сенат, Розумовські повернулись у Петербург та поселились на розі Набережної та Гагарінскої вулиці, у своєму будинку, який прикрасили багатьма цінними речами, придбаними у Франції під час революції. У ньому й померла Софія Степанівна, невдовзі після приїзду в Росію, 26 вересня 1803 року.
Із складеного нею заповіту (від 28 листопада 1802 року) видно, що вона була хоча й недалекою жінкою, проте простодушною, доброю та релігійною, перед смертю постаралась привести свої справи до порядку, склавши опис своїх особистих боргів, та призначивши грошові виплати своїм кріпакам, яких просила у чоловіка відпустити на волю.
Похована графиня С. С. Розумовська в Олександро-Невській лаврі, на Лазаревському цвинтарі., на якому їй споруджений скорботним чоловіком великий саркофаг із білого мармуру з головами медуз та жіночою фігурою, що плаче; на пам'ятнику висічена епітафія:
|  | Во мраке веры ты Спасителя любила, Любила ближнего, порочных не судила, Любила ты меня, любила всех людей, Любовь к Спасителю был свет твоих путей. |